# Jörg Fahrer

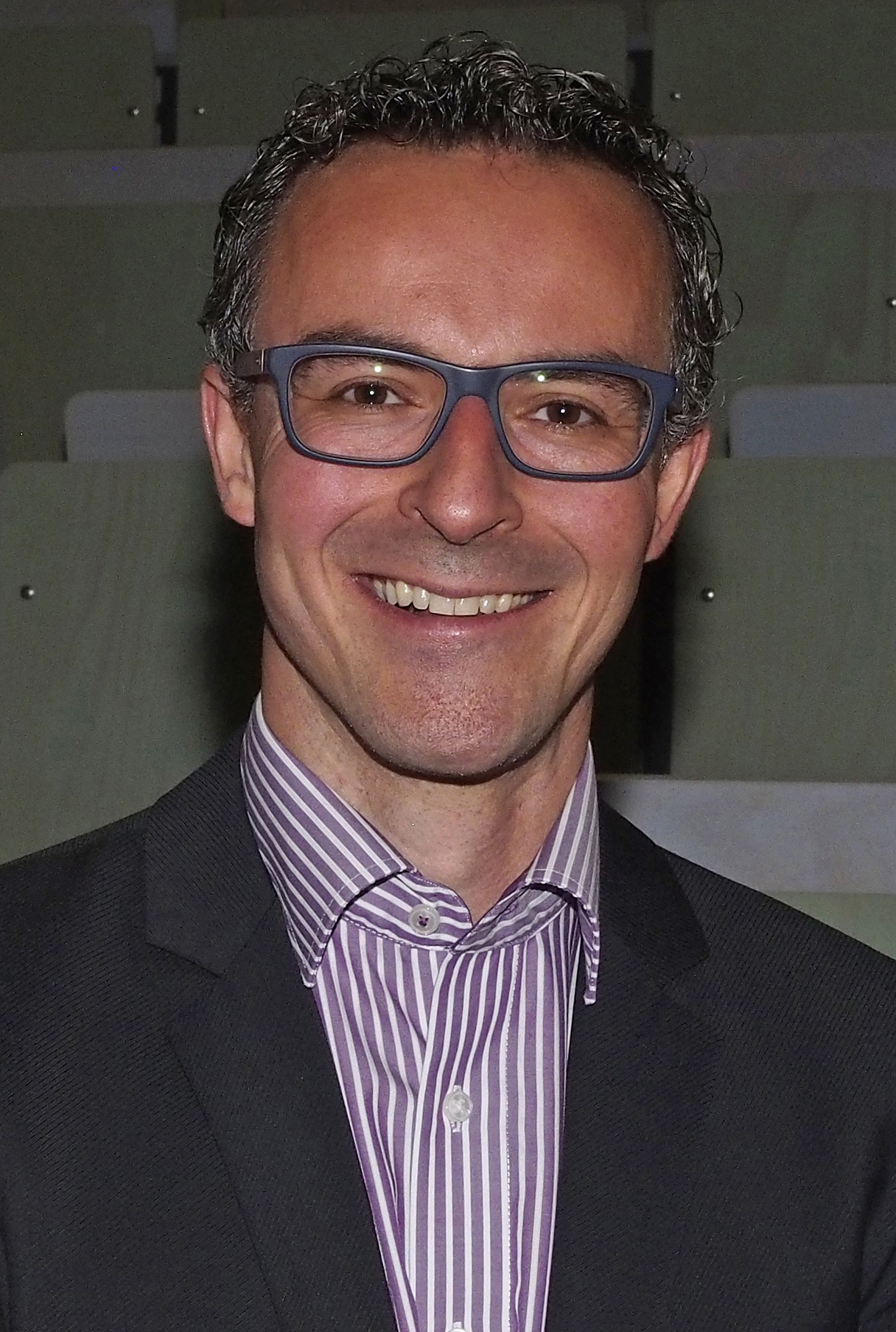
Jörg Fahrer (2017)

Jörg Fahrer (* 5. Juli 1978 in Karlsruhe) ist ein deutscher Lebensmittelchemiker und Toxikologe. Er ist Professor für Zelluläre Pharmakologie und Toxikologie am Rudolf-Buchheim-Institut für Pharmakologie der Justus-Liebig-Universität Gießen.

## Leben
Fahrer wurde als erstes Kind von Rolf Fahrer und dessen Ehefrau Brigitte, geb. Schmidt, in Karlsruhe geboren. Seine Jugend verlebte er in Wössingen, Ortsteil der Gemeinde Walzbachtal. Dort besuchte er die Grundschule, anschließend das Melanchthon-Gymnasium Bretten. Von 1999 bis 2004 studierte er Lebensmittelchemie am Karlsruher Institut für Technologie. Dort legte er am Institut für Lebensmittelchemie und Toxikologie 2004 bei Andrea Hartwig das Diplom ab. 2004 bis 2007 war er wissenschaftlicher Mitarbeiter und Doktorand am Lehrstuhl für Molekulare Toxikologie bei Alexander Bürkle an der Universität Konstanz. Dort promovierte er 2007 im Fachbereich Biologie zum Dr. rer. nat. Von 2008 bis 2011 war er Postdoktorand am Institut für Pharmakologie und Toxikologie am Universitätsklinikum Ulm. Sein Forschungsschwerpunkt dort war „Entwicklung und Anwendung neuartiger Transportsysteme zur Internalisierung therapeutischer Proteine in Tumorzellen“. Danach bildete er sich zum Fachtoxikologen (DGPT) weiter.
Von 2012 bis 2017 war Fahrer Gruppenleiter am Institut für Toxikologie der Universitätsmedizin der Johannes Gutenberg-Universität Mainz. Er habilitierte sich 2016 und erlangte die Lehrberechtigung für das Fach Toxikologie an der medizinischen Fakultät der Johannes-Gutenberg-Universität Mainz. Ab 2017 hatte er eine W2-Professur für Zelluläre Pharmakologie und Toxikologie am Rudolf-Buchheim-Institut für Pharmakologie der Justus-Liebig-Universität Gießen inne. Seit Ende 2018 bekleidet Fahrer eine W2-Professur auf Lebenszeit für Lebensmittelchemie und Toxikologie an der Technischen Universität Kaiserslautern.

## Preise und Auszeichnungen
- 2005: Procter & Gamble Preis für das beste Diplom in Lebensmittelchemie
- 2008: Nycomed-Preis für die beste Doktorarbeit in Biologie[2]
- 2011: Young Scientist Toxicology Award der DGPT gestiftet von Merck KGaA[3]
- 2017: Kurt-Täufel-Preis des Jungen Wissenschaftlers der LChG/GDCh[4]
- 2017: Boehringer-Ingelheim Preis der Universitätsmedizin Mainz[5]